# 946 هـ
946 هـ هي سنة في التقويم الهجري امتدت مقابلةً في التقويم الميلادي بين سنتي 1539 و1540.

## مواليد
- محمد بن علي الفشتالي